# Colofonia

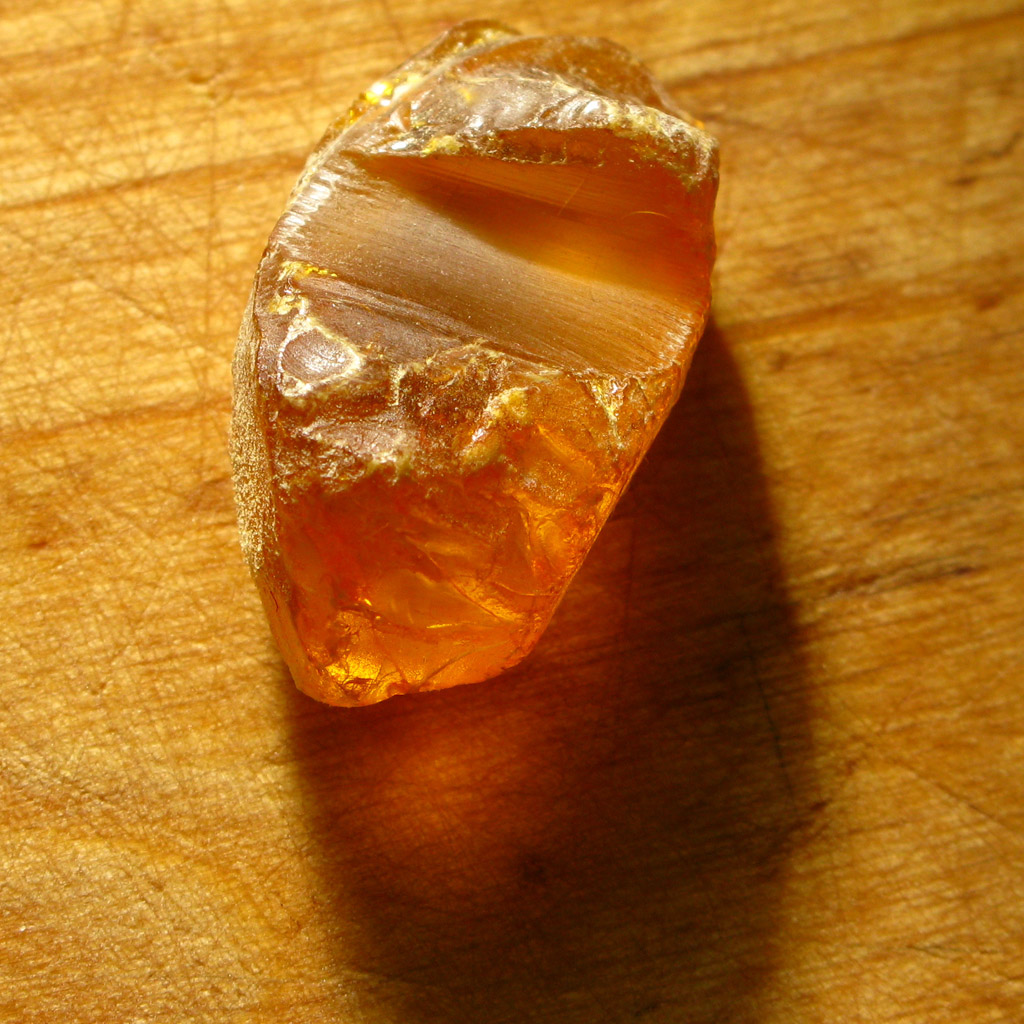
Colofonia

La colofònia è una resina vegetale gialla, solida, trasparente, residuo della distillazione delle trementine (resine di conifere Pinus palustris e altri pini della famiglia delle Pinacee). È anche nota in commercio col nome di pece greca, resina per violino (violin rosin), resina della gomma (essudato delle incisioni su alberi vivi di Pinus palustris e Pinus caribaea) e tallolio. Come additivo alimentare ha il codice E915.
Il nome colofonia deriva dall'antica città ionica di Colofone.

## Produzione, composizione e caratteristiche
La colofonia è prodotta principalmente in Cina, in Spagna e nei Paesi del Sud Est asiatico;  consiste in circa 90% di acidi resinici e 10% di materia neutra. Degli acidi resinici circa il 90% è acido abietico (C20H30O2), il rimanente 10% è una mistura di acido diidroabietico (C20H32O2) e acido deidroabietico (C20H28O2). Si presenta come una massa resinosa trasparente, dal colore che va dal giallo pallido all'ambra scura, dai frammenti translucenti e fragile a temperatura ambiente. Ha un lieve sapore e odore di trementina. Fonde con facilità se riscaldata. È insolubile in acqua ma è solubile facilmente in etanolo, etere, acetone, cloroformio, essenza di trementina, acido acetico, benzene, soluzioni alcaline e in generale nei solventi organici.

## Utilizzo
• Viene utilizzata nella fabbricazione di vernici, saponi, adesivi, lubrificanti, inchiostri, ceralacca, per isolamenti elettrici, come disossidante nella saldatura a stagno e nell'industria tessile per ottenere stoffe non sgualcibili, linoleum. Nella produzione della carta è materia prima per la produzione di emulsioni collanti  atte al fissaggio delle fibre di cellulosa. 
• Viene utilizzata per ottenere l'attrito dell'archetto sulle corde degli strumenti ad arco e in subacquea come componente del mastice per riparare le mute umide. Viene usata anche nell’ambito del Balletto come antiscivolo su cui passare le scarpette, sbriciolandola sotto la suola, sia quelle da punta che quelle da mezza punta (meno comune), in questo ambito viene chiamata Pece o Pece Greca. È utilizzata anche per praticare certi tipi di sport aerei, come la pole dance o i tessuti aerei. 
Nell'antichità veniva utilizzata per fabbricare le maschere teatrali.
È usata principalmente in forma di derivati: sali alcalini degli acidi resinici addizionati ai saponi, sali di manganese usati come essiccativi; esteri che possono essere incorporati alle bacheliti.
All'interno dei fili di stagno per saldatura usato in elettronica ci sono delle anime cave (tipicamente 3 o 5) contenenti colofonia additivata con cloruro di zinco, dove la colofonia calda forma una zona sgrassata ed ermetica all'ossigeno atmosferico, e il cloruro, ottimo disossidante, facilita la saldatura rendendo le superfici pulite.
In Europa sono permessi composti come gli esteri della colofonia, per la stabilizzazione delle bibite, degli oli vegetali ed emulsionati in cui sono disciolti sapori e aromi. Questo garantisce che con il passare del tempo l'emulsione non si separi dalla frazione acquosa per formare una fase superiore meno densa.

## Caratteristiche
- densità: 1,04 ÷ 1,10 g/cm³
- numero di acidità: >150
- punto di rammollimento: 70 °C ÷ 80 °C
- punto di goccia: 80 - 95 °C
- punto di fusione: 60 - 135 °C
- ceneri: <0,031%
- saponificazione: 170 - 185
- insaponificabile: 3 - 8%

## Patologie legate alla manipolazione
Può dar luogo a dermatite allergica da contatto. Può inoltre essere causa di asma professionale nei saldatori e nei musicisti. Può dar luogo a tubariti. Una dermatite da contatto acuta può provocare anche ecchimosi alle gambe.

## Utilizzi particolari
La colofonia, insieme con clorato di potassio e lattosio, è uno dei componenti che vengono opportunamente mescolati per far bruciare i foglietti delle elezioni papali nella stufa che, dalla Cappella Sistina, annuncia, con il fumo bianco, l'elezione del nuovo Pontefice.
È usata anche per la composizione del vischio da cattura: essa infatti, mescolata con olio di lino e fatta bollire per un paio di ore, indurisce dando vita ad una sostanza viscosa.
Nel linguaggio tecnico sono chiamate colofonie gli inserti di marmo applicati col mastice al blocco principale di una statua. Gian Lorenzo Bernini reintrodusse tale espediente che diventava anche una scelta poetica. «Dopo Michelangelo infatti, la scultura era sempre stata considerata arte del levare, a fronte della pittura che era evidentemente l'arte del mettere».